# Munenori Kawasaki
Munenori Kawasaki (川﨑 宗則, Kawasaki Munenori, né le 3 juin 1981 à Kagoshima, Japon) est un joueur d'arrêt-court et de deuxième but des Ligues majeures de baseball évoluant avec les Dragons de Wei Chuan. Kawasaki joue avec les Fukuoka SoftBank Hawks de la Ligue Pacifique du Japon de 2001 à 2011. Il s'aligne avec l'équipe japonaise aux Classiques mondiales de baseball de 2006 et 2009 ainsi qu'aux Jeux olympiques d'été de 2008.

## Carrière

### Japon
Munenori Kawasaki joue pour les Fukuoka SoftBank Hawks (connus sous le nom Fukuoka Daiei Hawks jusqu'en 2004) du Championnat du Japon de baseball (NPB) de la saison 2001 à la saison 2011

### Jeux olympiques
Kawasaki s'aligne avec l'Équipe du Japon de baseball aux Jeux olympiques de Beijing en 2008. La sélection japonaise termine quatrième du tournoi.

### Classique mondiale de baseball
Kawaski remporte les deux premières Classiques mondiales de baseball avec le Japon, en 2006 et 2009.

### Ligue majeure de baseball

#### Mariners de Seattle

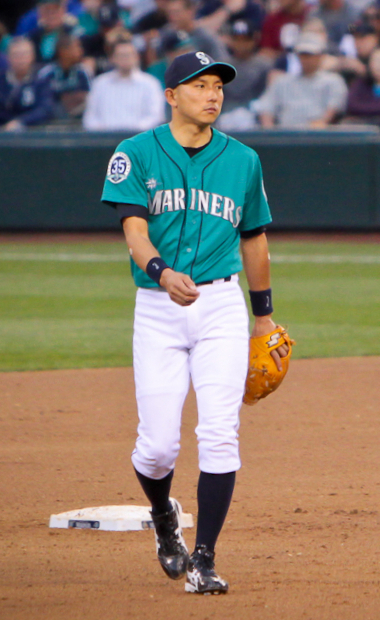
Munenori Kawasaki à sa première saison en MLB avec les Mariners de Seattle.

En décembre 2011, des médias rapportent l'embauche de Munenori Kawasaki par les Mariners de Seattle de la Ligue majeure de baseball. C'est le 11 janvier 2012 qu'est officiellement confirmée la nouvelle : Kawasaki a reçu un contrat des ligues mineures de la part des Mariners, une équipe qui aligne déjà depuis des années son idole Ichiro Suzuki, avec qui il a joué avec l'équipe nationale japonaise. Il réussit à se tailler un poste avec l'équipe durant le camp d'entraînement.
La saison 2012 des Mariners, et du même coup celle des Ligues majeures, s'ouvre à Tokyo le 28 mars suivant. Kawasaki fait le voyage avec l'équipe pour les deux parties disputées au Tokyo Dome contre Athletics d'Oakland mais ne joue pas. Il fait finalement ses débuts dans les majeures le 7 avril à Oakland face aux Athletics et réussit le jour même le premier coup sûr de sa carrière nord-américaine, aux dépens du lanceur Bartolo Colón. Malgré un enthousiasme fort apprécié des partisans de Seattle, Kawasaki est cloué au banc plus souvent qu'à son tour à sa première saison dans les majeures. Les Mariners le libèrent de son contrat le 24 octobre 2012 après une campagne où il ne cumule que 115 passages au bâton en 61 parties jouées. Sa moyenne au bâton n'est que de ,198 avec 20 coups sûrs, 7 points produits, 13 points marqués et 2 buts volés.

#### Blue Jays de Toronto
Kawasaki rejoint les Blue Jays de Toronto le 2 mars 2013. Il commence la saison 2013 dans les ligues mineures avant d'être rappelé moins de deux semaines plus tard pour remplacer à l'arrêt-court José Reyes, blessé.
Kawasaki, dont la personnalité originale avait déjà suscitée l'attention des partisans de baseball de Seattle pour ses démonstrations de joie spontanées et ses pas de danse impromptus dans l'abri des joueurs, devient rapidement un des préférés des supporteurs torontois,,. Le 26 mai, il frappe le coup sûr et produit le point qui met fin au match remporté à Toronto par les Jays sur les Orioles de Baltimore et accorde une entrevue d'après-match qui devient virale : Kawasaki hurle « Je suis Japonais » aux spectateurs dans les gradins du Centre Rogers, vole le micro d'un journaliste et se met à lire d'un petit cahier de notes sur lequel il a inscrit quelques phrases utiles en anglais, une langue qu'il maîtrise peu. Suit une conférence de presse surréaliste dans le vestiaire où il répète « Je suis Japonais » à chaque question qu'il ne comprend pas, et ce malgré la présence d'un interprète à ses côtés. 
Kawasaki n'est pas reconnu comme un frappeur de puissance et des doutes sont soulevés sur sa capacité à cogner une balle suffisamment loin pour réussir un coup de circuit. À l'approche du match des étoiles 2013, certains reporters suggèrent même, paradoxalement, de l'inscrire au concours de coups de circuit,. Le 21 juin 2013, Kawasaki réussit à son 118e match joué dans les majeures son tout premier coup de circuit, une claque de deux points contre Tommy Hunter des Orioles de Baltimore.
Kawasaki maintient une moyenne au bâton de ,229 en 96 parties pour Toronto en 2013, avec un circuit, 24 points produits et 7 buts volés. Le 24 décembre 2013, les Blue Jays lui accordent un nouveau contrat des ligues mineures.
En 2014, il joue 82 matchs des Jays dont 64 au poste de deuxième but.
Malgré des rumeurs qui l'envoient à un club de son pays natal, il signe le 16 janvier 2015 avec Toronto un nouveau contrat des ligues mineures et doit être en compétition au printemps pour un poste de deuxième but avec les Blue Jays.

#### Cubs de Chicago
Le 21 janvier 2016, il signe un contrat des ligues mineures avec les Cubs de Chicago.